# 褒めるひと 褒められるひと
『褒めるひと 褒められるひと』（ほめるひと ほめられるひと）は、たけだのぞむによる日本の漫画作品。『Palcy』（講談社・pixiv）にて、2020年3月25日から2022年12月28日まで連載された。単行本は2021年5月21日より刊行された。
2023年6月より、NHK総合にてテレビドラマが放送された。

## 登場人物
市川 詠子（いちかわ えいこ）
25歳。おもちゃ会社「オトワヤ」の総務部で働く事務員。
坂東 一（ばんどう はじめ）
市川の上司。部長の右腕で少し変わり者。
小佐川 志穂（おさがわ しほ）
市川の先輩社員。トゲのある言い方をするものの、面倒見は良い。
オトワヤが展開する商品「フルーメンフレンズ」のファン。
中村 達（なかむら いたる）
市川たちの部署に配属される新入社員。社長の孫で後継者候補。

## 書誌情報
- たけだのぞむ『褒めるひと 褒められるひと』講談社〈KCデラックス〉、全3巻
  1. 2021年5月21日発売[3][講 1]、ISBN 978-4-06-523359-7
  2. 2022年2月10日発売[講 2]、ISBN 978-4-06-526784-4
  3. 2023年4月13日発売[講 3]、ISBN 978-4-06-531361-9

## テレビドラマ
『褒めるひと褒められるひと』（ほめるひとほめられるひと）のタイトルで、2023年6月12日から8月3日まで、NHK総合の「夜ドラ」枠にて放送された。主演は森川葵。
なお、金曜ミッドナイトチャンネル・イッキ見ゾーンで行われている1週間分の再放送のうち、第3、4週（13-20話）は、同時期にウィンブルドンテニス中継が放送されているため、7月20日深夜（21日未明）の0時35分から2時間放送に変更された。

### キャスト

#### 主要人物
市川詠子〈25〉
演 - 森川葵
「褒められるひと」総務部社員。
坂東一
演 - 川崎鷹也
「褒めるひと」市川さんの先輩社員。

#### オトワヤ

##### 総務部
小佐川志穂
演 - 野呂佳代
市川さんの先輩社員。
中村達
演 - 葉山奨之（第4話 - ）
総務部に配属される新入社員。
松本重隆
演 - 正名僕蔵
部長。座右の銘は「縁の下」。
柴田弥生
演 - 吉柳咲良（第21話 - ）
インターンの大学3年生。

##### 企画部
大和響一
演 - 関口メンディー
企画部のエースで、クリエイティブディレクター。
生島すず
演 - 三村朱里
企画部員。入社2年目。

##### その他
上原芳美
演 - 菅野莉央
社長秘書。
吉田翔太
演 - 佐野弘樹
営業部員。
大川えり子
演 - 清水ミチコ
清掃スタッフ。社内一番の事情通。
中村スグル
演 - 伊武雅刀
社長。妻はフランス人なので、会話にもついフランス語が出てしまう。

#### 市川家
市川涼子
演 - 濱田マリ
市川さんの母。
市川剛
演 - 竹森千人
市川さんの父。
市川司
演 - 菅生新樹（第8話 - ）
市川さんの弟。アパレル企業に勤めている。

#### 市川さんの関係者
京田匠太郎
演 - ドロンズ石本
居酒屋「きょう田」の店主。
桃子・桃恵
演 - 渡辺江里子・木村美穂
カリスマ料理研究家姉妹。

### スタッフ
- 原作 - たけだのぞむ『褒めるひと 褒められるひと』[4]
- 脚本 - ふじきみつ彦[4]
- 音楽 - カワイヒデヒロ[4]
- 主題歌 - 高橋優「spotlight」[9]
- 演出 - 岡田健、笠浦友愛、田中健二、加地源一郎（NHK EP）[4]
- 煎茶指導 - 竹内妃早代[10]
- 殺陣指導 - 新実[10]
- アクション指導 - 青木哲也[10]
- 制作統括 - 後藤高久（NHK EP）、渡辺悟（NHK）[4]
- プロデューサー - 加地源一郎（NHK EP）[10]
- 制作 - NHKエンタープライズ
- 制作・著作 - NHK

### 放送日程
| 週     | 放送日  | 話 | 演出       |
| ------ | ------- | -- | ---------- |
| 第1週  | 6月12日 | 1  | 岡田健     |
| 第1週  | 6月13日 | 2  | 岡田健     |
| 第1週  | 6月14日 | 3  | 岡田健     |
| 第1週  | 6月15日 | 4  | 岡田健     |
| 第2週  | 6月19日 | 5  | 岡田健     |
| 第2週  | 6月20日 | 6  | 岡田健     |
| 第2週  | 6月21日 | 7  | 岡田健     |
| 第2週  | 6月22日 | 8  | 岡田健     |
| 第3週  | 6月26日 | 9  | 笠浦友愛   |
| 第3週  | 6月27日 | 10 | 笠浦友愛   |
| 第3週  | 6月28日 | 11 | 笠浦友愛   |
| 第3週  | 6月29日 | 12 | 笠浦友愛   |
| 第4週  | 7月03日 | 13 | 笠浦友愛   |
| 第4週  | 7月04日 | 14 | 笠浦友愛   |
| 第4週  | 7月05日 | 15 | 笠浦友愛   |
| 第4週  | 7月06日 | 16 | 笠浦友愛   |
| 第5週  | 7月10日 | 17 | 岡田健     |
| 第5週  | 7月11日 | 18 | 岡田健     |
| 第5週  | 7月12日 | 19 | 岡田健     |
| 第5週  | 7月13日 | 20 | 岡田健     |
| 第6週  | 7月17日 | 21 | 岡田健     |
| 第6週  | 7月18日 | 22 | 岡田健     |
| 第6週  | 7月19日 | 23 | 岡田健     |
| 第6週  | 7月20日 | 24 | 岡田健     |
| 第7週  | 7月24日 | 25 |            |
| 第7週  | 7月25日 | 26 |            |
| 第7週  | 7月26日 | 27 |            |
| 第7週  | 7月27日 | 28 |            |
| 最終週 | 7月31日 | 29 | 加地源一郎 |
| 最終週 | 8月01日 | 30 | 加地源一郎 |
| 最終週 | 8月02日 | 31 | 加地源一郎 |
| 最終週 | 8月03日 | 32 | 加地源一郎 |

| NHK総合 夜ドラ | NHK総合 夜ドラ                                      | NHK総合 夜ドラ                                          |
| 前番組 | 番組名                                              | 次番組                                                  |
| --- | --------------------------------------------------- | ------------------------------------------------------- |
| 藤子・F・不二雄 SF短編ドラマ （Season1 前期） （2023年5月29日 - 6月8日） - ※BSプレミアムおよびBS4Kで同年4月に放送された回の再放送。 | 褒めるひと褒められるひと （2023年6月12日 - 8月3日） | わたしの一番最悪なともだち （2023年8月21日 - 10月12日） |

### 講談社コミックプラス
以下の出典は講談社コミックプラス（講談社）内のページ。書誌情報の発売日の出典としている。
1. ↑  “『褒めるひと 褒められるひと（1）』（たけだ のぞむ）”. 講談社コミックプラス.   講談社. 2023年4月22日閲覧。
2. ↑  “『褒めるひと 褒められるひと（2）』（たけだ のぞむ）”. 講談社コミックプラス.   講談社. 2023年4月22日閲覧。
3. ↑  “『褒めるひと 褒められるひと（3）』（たけだ のぞむ）”. 講談社コミックプラス.   講談社. 2023年4月22日閲覧。